# Brain (label)
Pour les articles homonymes, voir Brain.
Brain est un label discographique allemand important dans les années 1970. Il a publié des disques de krautrock de groupes comme Neu!, Cluster et Guru Guru.

## Histoire
Bruno Wendel et Günther Körber ont travaillé comme dénicheurs de talents jusqu'en 1971, en ayant par exemple pris sous leur aile le groupe Guru Guru. Ils fondent alors à Hambourg leur label comme une filiale de Metronome (sv). Guru Guru et Cluster sont les premiers groupes du label. Dans les années 1970, le label publie des disques de Klaus Schulze, Edgar Froese et Birth Control. Les groupes de musique électronique et psychédélique côtoient les Scorpions et Accept dans le catalogue. Brain commercialise aussi quelques artistes britanniques, comme Atomic Rooster et Alexis Korner.
Brain concède des licences et publie un certain nombre d'albums britanniques pour le marché ouest-allemand, dans ce cas en utilisant principalement les pochettes originales. Il s'agit notamment de Greenslade, Caravan, If, Spirogyra, Atomic Rooster, Alexis Korner, Gryphon et Steamhammer. Il y a bien sûr des exceptions - l'édition Brain de Nice n Greas d'Atomic Rooster présente une pochette totalement différente de celle de l'édition britannique, et Double Diamond d'If n'a pas été édité du tout au Royaume-Uni.
Certaines sorties de Brain se sont révélées très influentes par la suite. Le référence catalogue Brain 1004 était le premier album éponyme de Neu!, Neu! ; la référence Brain 1062 était Neu! '75, qui a sans aucun doute contribué au style musical adopté par le punk rock.
Körber quitte le groupe en 1976 pour créer Sky Records, qui a publié beaucoup de musique liée au Cluster, ainsi que les premiers travaux en solo de Michael Rother et des groupes comme Streetmark. Après son départ, les étiquettes des vinyles de Brain sont passées du vert à l'orange.

## Discographie sélective
- Accept – Accept
- Amon Düül – This Is Amon Duul
- Brian Auger – This Is Brian Auger
- Birth Control – Backdoor Possibilities
- Cluster – Cluster II
- Wolfgang Dauner – This Is Wolfgang Dauner
- Julie Driscoll – This Is Julie Driscoll
- Eroc – Eroc
- Edgar Froese – Aqua
- Guru Guru – Känguru
- Grobschnitt – Grobschnitt
- Guru Guru – Guru Guru
- Harmonia – Musik von Harmonia
- Neu! – Neu!
- Popol Vuh – Cœur de verre
- Achim Reichel – Erholung
- Klaus Schulze – Blackdance
- Scorpions – Lonesome Crow
- Tangerine Dream – Alpha Centauri/Atem (réédition)
- Thirsty Moon – You'll Never Come Back